# Deutsche Turnmeisterschaften 2022

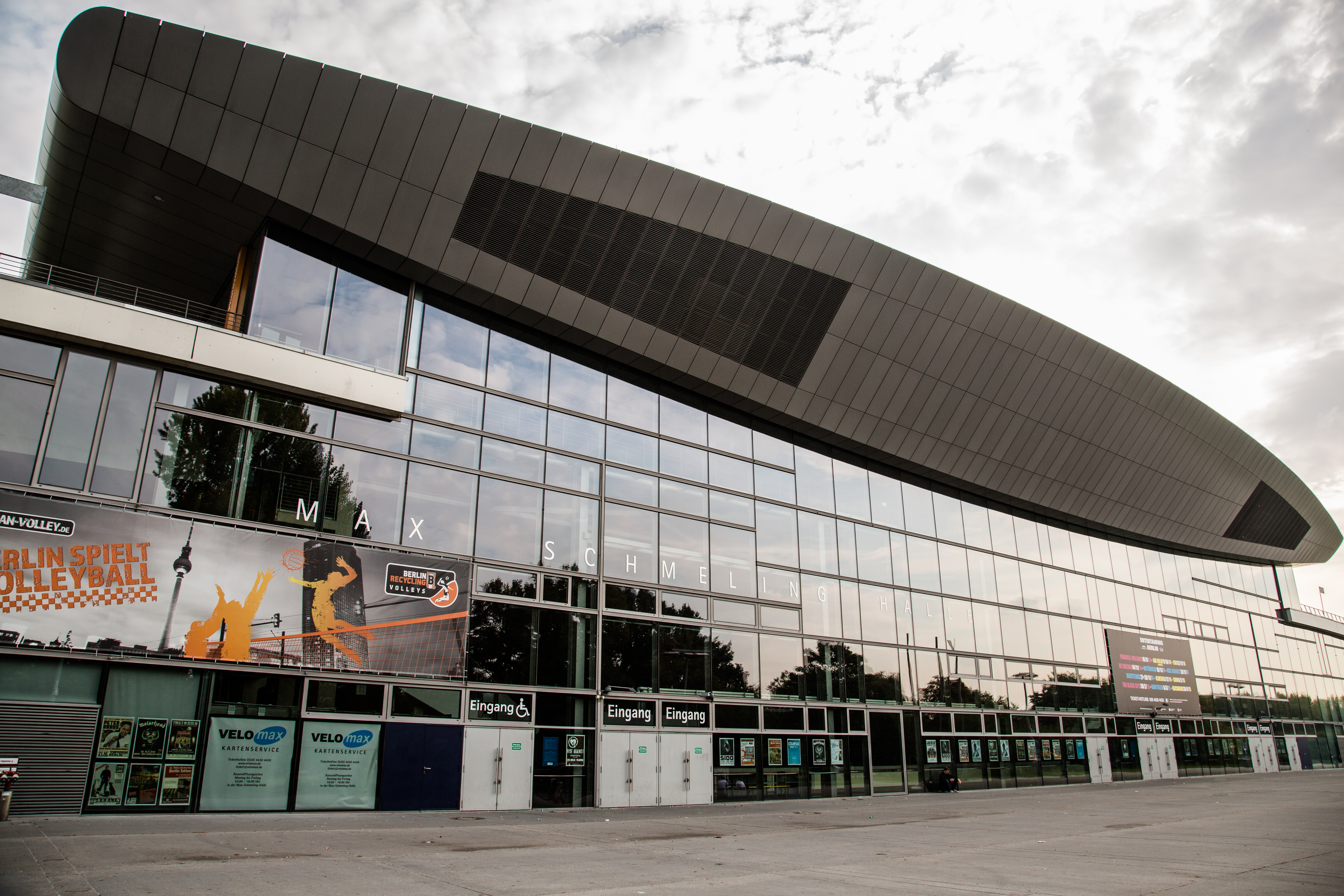
Der Veranstaltungsort im Ortsteil Prenzlauer Berg, Berlin.

Die Deutschen Turnmeisterschaften 2022 fanden am 23. und 26. Juni 2022 in der Berliner Max-Schmeling-Halle im Rahmen der Finals statt.
Deutscher Mehrkampfmeister der 88. Deutschen Meisterschaften wurde Lukas Dauser, der damit seinen Titel aus dem letzten Jahr verteidigen konnte, bei den 81. Deutschen Meisterschaften der Damen gewann Sarah Voss ihren zweiten Mehrkampftitel.

## Wettbewerbe der Herren

### Mehrkampf
| Platz            | Name                  | Verein                    | LTV | Boden (D)    | Pauschenpferd (D) | Ringe (D)    | Sprung (D)   | Barren (D)   | Reck (D)     | Punkte |
| ---------------- | --------------------- | ------------------------- | --- | ------------ | ----------------- | ------------ | ------------ | ------------ | ------------ | ------ |
| 1                | Lukas Dauser          | TSV Unterhaching          | BY  | 13,050 (53)  | 13,400 (5,1)      | 12,850 (5,0) | 14,200 (4,8) | 14,550 (6,6) | 13,800 (5,3) | 81,850 |
| 2                | Philipp Herder        | Sportclub Berlin          | BE  | 13,400 (5,3) | 13,250 (5,2)      | 13,300 (5,2) | 14,250 (5,8) | 13,250 (4,8) | 13,400 (5,7) | 80,700 |
| 3                | Glenn Trebing         | Turn-Klubb zu Hannover    | NI  | 13,500 (5,5) | 12,650 (5,6)      | 13,350 (5,0) | 14,150 (4,8) | 14,000 (5,5) | 12,950 (5,2) | 80,600 |
| 4                | Nils Dunkel           | SV Halle                  | SA  | 13,500 (5,3) | 14,500 (6,0)      | 12,150 (5,3) | 13,600 (4,8) | 13,650 (5,7) | 12,150 (4,7) | 79,550 |
| 5                | Leonard Prügel        | SC Cottbus Turnen         | BB  | 13,600 (5,4) | 12,250 (5,0)      | 12,650 (4,7) | 14,450 (5,2) | 13,100 (5,1) | 13,400 (5,3) | 79,450 |
| 6                | Andreas Toba          | Turn-Klubb zu Hannover    | NI  | 12,600 (5,0) | 13,400 (5,6)      | 12,950 (5,2) | 12,150 (5,2) | 13,950 (5,3) | 13,950 (5,4) | 79,000 |
| 7                | Lucas Kochan          | SC Cottbus Turnen         | BB  | 13,500 (5,6) | 12,250 (5,6)      | 12,550 (4,8) | 12,900 (5,2) | 13,600 (5,1) | 14,000 (5,2) | 78,800 |
| 8                | Carlo Hörr            | TSV Schmiden              | SW  | 12,200 (5,4) | 12,600 (5,4)      | 13,450 (4,9) | 13,800 (4,8) | 13,000 (5,2) | 13,350 (5,6) | 78,400 |
| 9                | Felix Remuta          | TSV Unterhaching          | BY  | 13,250 (5,5) | 12,050 (4,1)      | 13,250 (5,3) | 14,350 (5,2) | 13,500 (55)  | 11,950 (4,8) | 78,350 |
| 10               | Dario Sissakis        | Sportclub Berlin          | BE  | 11,100 (5,3) | 12,450 (4,5)      | 13,550 (4,8) | 14,400 (5,2) | 13,300 (5,0) | 13,200 (5,3) | 78,000 |
| 11               | Valentin Zapf         | TSV Unterföhring          | BY  | 13,000 (4,9) | 10,500 (4,1)      | 12,850 (4,1) | 14,200 (4,8) | 12,550 (5,3) | 13,400 (4,8) | 76,500 |
| 12               | Alexander Kunz        | TSV Pfuhl                 | BY  | 13,300 (5,4) | 11,700 (3,8)      | 13,000 (4,6) | 13,400 (4,8) | 11,750 (4,6) | 12,850 (4,8) | 76,000 |
| 13               | Mika-Tom Säfken       | TuS Vinnhorst             | NI  | 12,700 (5,3) | 12,600 (5,4)      | 12,300 (5,0) | 12,100 (5,2) | 13,250 (4,7) | 12,750 (5,1) | 75,700 |
| 14               | Pascal Brendel        | KTV Wetzlar               | HE  | 11,550 (5,1) | 13,150 (5,4)      | 12,500 (4,5) | 14,100 (4,8) | 11,550 (5,1) | 12,600 (5,0) | 75,450 |
| 15               | Willi Leonhard Binder | SC Cottbus Turnen         | BB  | 11,800 (5,4) | 12,600 (5,6)      | 12,900 (4,2) | 14,050 (4,8) | 12,000 (4,8) | 11,200 (4,6) | 74,550 |
| 16               | Tom Schulze           | SC Cottbus Turnen         | BB  | 12,750 (5,3) | 11,750 (4,6)      | 13,200 (5,1) | 14,050 (5,2) | 10,850 (3,7) | 11,850 (3,6) | 74,450 |
| 17               | Milan Hosseini        | TG Böckingen              | SW  | 13,450 (5,6) | 10,400 (4,4)      | 12,250 (4,3) | 12,950 (5,2) | 12,600 (4,6) | 11,700 (4,7) | 73,350 |
| 18               | Nico Köhler           | Kieler TV                 | SH  | 12,100 (4,0) | 11,950 (4,0)      | 12,100 (4,0) | 12,750 (4,0) | 12,200 (3,8) | 12,100 (3,5) | 73,200 |
| 19               | Linus Mikschl         | TSV Pfuhl                 | BY  | 11,850 (3,2) | 12,600 (4,5)      | 12,500 (3,8) | 12,650 (4,0) | 12,050 (3,5) | 11,000 (3,5) | 72,850 |
| 20               | Timo Rister           | TSV Pfuhl                 | BY  | 12,350 (4,3) | 9,600 (4,1)       | 12,400 (4,2) | 13,200 (4,4) | 12,450 (3,5) | 12,500 (4,5) | 72,500 |
| 21               | Daniel Wörz           | TG Böcklingen             | SW  | 10,500 (4,9) | 11,500 (4,6)      | 12,300 (4,1) | 13,150 (4,0) | 11,900 (4,8) | 12,200 (4,7) | 71,550 |
| 22               | David Schlüter        | Turnzentrum Bochum-Witten | WE  | 10,550 (5,2) | 9,750 (3,6)       | 12,700 (4,6) | 13,450 (4,4) | 13,050 (4,4) | 11,350 (3,9) | 70,850 |
| 23               | Yumito Nishiura       | TSV Russee                | SH  | 11,600 (3,7) | 11,200 (4,5)      | 11,300 (3,3) | 12,000 (4,0) | 11,950 (3,2) | 12,300 (4,2) | 70,350 |
| 24               | Lasse Gauch           | TSV Kronshagen            | SH  | 12,250 (4,5) | 11,750 (3,7)      | 10,550 (2,8) | 10,900 (4,0) | 12,300 (3,5) | 11,550 (3,4) | 69,300 |
| 25               | Sascha Wilhelm        | TSV Monheim               | BY  | 10,900 (4,6) | 9,100 (3,3)       | 11,950 (3,3) | 12,750 (4,0) | 12,350 (3,8) | 10,600 (3,7) | 67,650 |
| 26               | Erik Mihan            | TSV Buttenwiesen          | BY  | 12,200 (4,0) | 10,400 (3,6)      | 12,050 (3,9) | 12,900 (4,0) | 11,300 (3,9) | 7,950 (3,1)  | 66,800 |
| 27               | Julius Hartrich       | SB DJK Würzburg           | BY  | 11,050 (4,7) | 8,900 (2,9)       | 11,500 (3,9) | 11,950 (4,0) | 12,100 (3,9) | 11,050 (3,7) | 66,550 |
| 28               | Yasin El Azzazy       | SGV Murr                  | SW  | 12,000 (4,7) | 8,750 (2,9)       | 9,150 (3,0)  | 13,450 (4,8) | 11,700 (3,0) | 11,000 (3,0) | 66,050 |
| 29               | Maximilian Henning    | TSV Adlersberg            | BY  | 7,000 (3,5)  | 10,350 (4,4)      | 10,500 (4,7) | 12,650 (4,0) | 12,150 (4,7) | 11,550 (3,8) | 64,200 |
| 30               | Justus Fröhlich       | TSG Grünstadt             | PF  | 11,550 (4,4) | 5,300 (2,8)       | 10,550 (3,6) | 12,600 (4,8) | 11,000 (3,5) | 10,500 (2,7) | 61,500 |
| 31               | Artur Sahakyan        | TB Essen-Altendorf        | RL  | 0,500 (0,9)  | 9,900 (3,9)       | 13,650 (5,6) | 12,500 (4,0) | 11,100 (3,6) | 11,250 (3,4) | 58,900 |
| 32               | Nick Klessing         | SV Halle                  | SA  | 13,850 (5,4) | 12,300 (4,1)      | 0,000 (0,0)  | 14,600 (5,2) | 0,000 (5,2)  | 11,500 (4,3) | 52,250 |
| 33               | Marcel Nguyen         | TSV Unterhaching          | BY  | 0,000 (0,0)  | 0,000 (0,0)       | 13,800 (5,2) | 0,000 (0,0)  | 12,500 (5,4) | 12,300 (5,6) | 38,600 |
| 34               | Karim Rida            | Sportclub Berlin          | BE  | 0,000 (0,0)  | 11,500 (5,5)      | 12,600 (5,0) | 0,000 (0,0)  | 0,000 (0,0)  | 13,050 (5,0) | 37,150 |
| 35               | Sebastian Bock        | Siegerländer KTV          | WE  | 0,000 (0,0)  | 0,000 (0,0)       | 11,900 (4,3) | 11,500 (4,0) | 0,000 (0,0)  | 0,000 (0,0)  | 23,400 |
| Außer Konkurrenz | Tomoya Kashiwagi      | KTG Heidelberg            | BA  | 12,900 (5,3) | 11,050 (5,5)      | 12,400 (4,4) | 12,500 (5,2) | 11,950 (5,1) | 12,750 (4,5) | 73,550 |

### Boden
| Platz | Name           | Verein                 | LTV | Wertung (D) | Punktkorrektur | Punkte |
| ----- | -------------- | ---------------------- | --- | ----------- | -------------- | ------ |
| 1     | Milan Hosseini | TG Böckingen           | SW  | 8,566 (5,7) | 0,0            | 14,266 |
| 2     | Nick Klessing  | SV Halle               | SA  | 8,300 (5,4) | 0,0            | 13,700 |
| 3     | Leonard Prügel | SC Cottbus Turnen      | BB  | 8,200 (5,4) | 0,0            | 13,600 |
| 4     | Nils Dunkel    | SV Halle               | SA  | 8,000 (5,3) | 0,0            | 13,300 |
| 5     | Glenn Trebing  | Turn-Klubb zu Hannover | NI  | 7,933 (5,2) | 0,0            | 13,133 |
| 6     | Lucas Kochan   | SC Cottbus Turnen      | BB  | 7,866 (5,6) | −0,4           | 13,066 |

### Pauschenpferd
| Platz | Name           | Verein                 | LTV | Wertung (D) | Punktkorrektur | Punkte |
| ----- | -------------- | ---------------------- | --- | ----------- | -------------- | ------ |
| 1     | Pascal Brendel | KTV Wetzlar            | HE  | 8,000 (5,5) | 0,0            | 13,500 |
| 2     | Nils Dunkel    | SV Halle               | SA  | 7,266 (5,8) | 0,0            | 13,066 |
| 3     | Philipp Herder | Sportclub Berlin       | BE  | 7,500 (5,5) | 0,0            | 13,000 |
| 4     | Glenn Trebing  | Turn-Klubb zu Hannover | NI  | 7,166 (5,5) | 0,0            | 12,666 |
| 5     | Andreas Toba   | Turn-Klubb zu Hannover | NI  | 7,066 (5,6) | 0,0            | 12,666 |
| 6     | Lukas Dauser   | TSV Unterhaching       | BY  | 6,266 (5,1) | 0,0            | 11,366 |

### Ringe
| Platz | Name           | Verein                 | LTV | Wertung (D) | Punktkorrektur | Punkte |
| ----- | -------------- | ---------------------- | --- | ----------- | -------------- | ------ |
| 1     | Dario Sissakis | Sportclub Berlin       | BE  | 8,866 (4,8) | 0,0            | 13,666 |
| 2     | Artur Sahakyan | TB Essen-Altendorf     | RL  | 7,566 (5,6) | 0,0            | 13,166 |
| 3     | Carlo Hörr     | TSV Schmiden           | SW  | 8,033 (4,9) | 0,0            | 12,933 |
| 4     | Glenn Trebing  | Turn-Klubb zu Hannover | NI  | 7,866 (5,0) | 0,0            | 12,866 |
| 5     | Philipp Herder | Sportclub Berlin       | BE  | 7,300 (4,9) | 0,0            | 12,200 |
| 6     | Felix Remuta   | TSV Unterhaching       | BY  | 7,266 (4,7) | 0,0            | 11,966 |

### Sprung
| Platz | Name           | Verein            | LTV | 1. Sprung (D) | 2. Sprung (D) | Wertung | Punktkorrektur | Punkte |
| ----- | -------------- | ----------------- | --- | ------------- | ------------- | ------- | -------------- | ------ |
| 1     | Nick Klessing  | SV Halle          | SA  | 9,500 (5,2)   |               | 14,700  | 0,0            | 14,350 |
| 1     | Nick Klessing  | SV Halle          | SA  |               | 9,200 (4,8)   | 14,000  | 0,0            | 14,350 |
| 2     | Leonard Prügel | SC Cottbus Turnen | BB  | 9,266 (5,2)   |               | 14,466  | 0,0            | 13,949 |
| 2     | Leonard Prügel | SC Cottbus Turnen | BB  |               | 9,433 (4,0)   | 13,433  | 0,0            | 13,949 |
| 3     | Dario Sissakis | Sportclub Berlin  | BE  | 9,300 (5,2)   |               | 14,500  | 0,0            | 13,916 |
| 3     | Dario Sissakis | Sportclub Berlin  | BE  |               | 8,433 (5,2)   | 13,333  | −0,3           | 13,916 |
| 4     | Tom Schulze    | SC Cottbus Turnen | BB  | 9,233 (5,2)   |               | 14,433  | 0,0            | 13,866 |
| 4     | Tom Schulze    | SC Cottbus Turnen | BB  |               | 8,100 (5,2)   | 13,300  | 0,0            | 13,866 |
| 5     | Felix Remuta   | TSV Unterhaching  | BY  | 9,333 (5,2)   |               | 14,533  | 0,0            | 13,799 |
| 5     | Felix Remuta   | TSV Unterhaching  | BY  |               | 7,866 (5,2)   | 13,066  | 0,0            | 13,799 |
| 6     | Alexander Kunz | TSV Pfuhl         | WE  | 7,833 (5,2)   |               | 12,933  | −0,1           | 13,133 |
| 6     | Alexander Kunz | TSV Pfuhl         | WE  |               | 8,633 (4,8)   | 13,333  | −0,1           | 13,133 |

### Barren
| Platz | Name           | Verein                 | LTV | Wertung (D) | Punktkorrektur | Punkte |
| ----- | -------------- | ---------------------- | --- | ----------- | -------------- | ------ |
| 1     | Philipp Herder | Sportclub Berlin       | BE  | 8,466 (5,8) | 0,0            | 14,266 |
| 2     | Glenn Trebing  | Turn-Klubb zu Hannover | NI  | 8,700 (5,5) | 0,0            | 14,200 |
| 3     | Andreas Toba   | Turn-Klubb zu Hannover | NI  | 8,433 (5,3) | 0,0            | 13,733 |
| 4     | Lukas Dauser   | TSV Unterhaching       | BY  | 6,566 (6,6) | 0,0            | 13,166 |
| 5     | Lucas Kochan   | SC Cottbus Turnen      | BB  | 7,366 (5,5) | 0,0            | 12,866 |
| 6     | Nils Dunkel    | SV Halle               | SA  | 6,600 (5,7) | 0,0            | 12,300 |

### Reck
| Platz | Name           | Verein                 | LTV | Wertung (D) | Punktkorrektur | Punkte |
| ----- | -------------- | ---------------------- | --- | ----------- | -------------- | ------ |
| 1     | Carlo Hörr     | TSV Schmiden           | SW  | 8,533 (5,3) | 0,0            | 13,833 |
| 2     | Andreas Toba   | Turn-Klubb zu Hannover | NI  | 8,300 (5,4) | 0,0            | 13,700 |
| 3     | Leonard Prügel | SC Cottbus Turnen      | BB  | 8,033 (5,3) | 0,0            | 13,333 |
| 4     | Lukas Dauser   | TSV Unterhaching       | BY  | 7,900 (5,0) | 0,0            | 12,900 |
| 5     | Lucas Kochan   | SC Cottbus Turnen      | BB  | 7,500 (5,2) | 0,0            | 12,700 |
| 6     | Valentin Zapf  | TSV Unterföhring       | BE  | 7,533 (4,7) | 0,0            | 12,233 |

## Wettbewerbe der Damen

### Mehrkampf
| Platz | Name                  | Verein                 | LTV | Sprung (D)   | Stufenbarren (D) | Schwebebalken (D) | Boden (D)    | Punkte |
| ----- | --------------------- | ---------------------- | --- | ------------ | ---------------- | ----------------- | ------------ | ------ |
| 1     | Sarah Voss            | TZ DSHS Köln           | RL  | 13,200 (4,2) | 13,250 (4,9)     | 13,350 (5,0)      | 13,400 (5,3) | 53,200 |
| 2     | Kim Bui               | MTV Stuttgart          | SW  | 12,950 (4,2) | 12,800 (5,8)     | 13,000 (4,9)      | 13,300 (5,5) | 52,050 |
| 3     | Emma Malewski         | TuS Chemnitz-Altendorf | SC  | 12,600 (4,2) | 12,450 (4,9)     | 13,350 (5,2)      | 12,650 (4,6) | 51,050 |
| 4     | Anna-Lena König       | TV Bodersweier         | BA  | 13,200 (4,4) | 11,900 (4,3)     | 11,450 (4,6)      | 12,250 (4,9) | 48,800 |
| 5     | Lona Häcker           | TSV Berkheim           | SW  | 13,100 (3,6) | 12,000 (4,5)     | 12,450 (4,8)      | 11,900 (4,6) | 48,450 |
| 6     | Jessica Schlegel      | TuG Leipzig            | SC  | 12,300 (4,2) | 11,800 (4,3)     | 12,200 (5,2)      | 11,950 (4,4) | 48,250 |
| 7     | Lea Marie Quaas       | TuS Chemnitz-Altendorf | SC  | 12,650 (4,2) | 12,550 (5,0)     | 11,350 (4,6)      | 11,600 (4,6) | 48,150 |
| 8     | Karina Schönmaier     | Blau-Weiss Buchholz    | NI  | 12,950 (4,2) | 12,350 (5,1)     | 9,700 (4,0)       | 11,900 (4,8) | 46,900 |
| 9     | Natalie Wolfgang      | SSV Ulm                | SW  | 11,950 (3,4) | 10,950 (4,3)     | 11,750 (4,1)      | 11,650 (4,2) | 46,300 |
| 10    | Salina Bousmayo       | KLZ Düsseldorf         | RL  | 12,450 (4,2) | 8,100 (3,3)      | 11,800 (5,0)      | 12,300 (4,8) | 44,650 |
| 11    | Thea Klämt            | TV 1898 Elz            | HE  | 12,300 (3,6) | 9,800 (3,5)      | 11,300 (4,2)      | 11,250 (4,1) | 44,650 |
| 12    | Julia Stein           | Coblenzer TG           | MR  | 12,000 (3,8) | 10,300 (3,6)     | 10,700 (4,8)      | 11,400 (4,4) | 44,400 |
| 13    | Jule Mehnert          | Dresdner SC            | SC  | 11,650 (3,4) | 9,950 (2,5)      | 11,150 (3,7)      | 11,400 (4,3) | 44,150 |
| 14    | Alina Heinemann       | MTV Jahn Schladen      | NI  | 11,600 (3,4) | 10,900 (4,0)     | 11,600 (4,7)      | 9,900 (3,3)  | 44,000 |
| 15    | Elisa Gräßler         | SSV Ulm                | SW  | 11,750 (3,4) | 10,950 (3,3)     | 9,750 (4,2)       | 11,150 (4,1) | 43,600 |
| 16    | Elisabeth Wagner      | TZ DSHS Köln           | RL  | 11,700 (3,4) | 11,350 (3,7)     | 9,750 (3,2)       | 10,600 (3,5) | 43,400 |
| 17    | Mia Neumann           | Dresdner SC            | SC  | 12,300 (3,6) | 10,100 (4,4)     | 10,100 (4,6)      | 10,300 (4,3) | 42,800 |
| 18    | Finia Friedländer     | Sportclub Berlin       | BE  | 11,550 (3,6) | 9,800 (4,2)      | 8,600 (4,1)       | 10,700 (4,2) | 40,650 |
| 19    | Ruby Margaux van Dijk | FTSV Heckershausen     | HE  | 10,900 (3,6) | 9,000 (2,8)      | 9,050 (3,4)       | 10,350 (3,8) | 39,300 |
| 20    | Sophie Scheder        | TuS Chemnitz-Altendorf | SC  | 12,150 (3,6) | 12,800 (5,0)     | 12,950 (4,7)      | 0,000 (0,0)  | 37,900 |
| 21    | Lucia Meyer           | TuS Chemnitz-Altendorf | SC  | 12,000 (3,6) | 10,350 (3,5)     | 11,550 (4,7)      | 0,000 (4,7)  | 33,900 |
| 22    | Elisabeth Seitz       | MTV Stuttgart          | SW  | 12,800 (4,2) | 13,500 (5,2)     | 0,000 (0,0)       | 0,000 (0,0)  | 26,300 |
| 23    | Pauline Schäfer-Betz  | KTV Chemnitz           | SC  | 0,000 (0,0)  | 0,000 (0,0)      | 13,000 (4,8)      | 12,800 (4,9) | 25,800 |
| 24    | Michelle Kunz         | Troisdorfer TV         | RL  | 11,500 (4,2) | 0,000 (0,0)      | 0,000 (0,0)       | 11,100 (4,1) | 22,600 |

### Sprung
| Platz | Name              | Verein              | LTV | 1. Sprung (D) | 2. Sprung (D) | Wertung | Punktkorrektur | Punkte        |
| ----- | ----------------- | ------------------- | --- | ------------- | ------------- | ------- | -------------- | ------------- |
| 1     | Sarah Voss        | TZ DSHS Köln        | RL  | 9,066 (4,2)   |               | 13,266  | 0,0            | 12,766 (−0,3) |
| 1     | Sarah Voss        | TZ DSHS Köln        | RL  |               | 8,866 (4,0)   | 12,866  | 0,0            | 12,766 (−0,3) |
| 2     | Karina Schönmaier | Blau-Weiss Buchholz | NI  | 8,700 (4,2)   |               | 12,900  | 0,0            | 12,666        |
| 2     | Karina Schönmaier | Blau-Weiss Buchholz | NI  |               | 8,633 (3,8)   | 12,433  | 0,0            | 12,666        |
| 3     | Lona Häcker       | TSV Berkheim        | SW  | 8,733 (3,6)   |               | 12,333  | 0,0            | 12,233        |
| 3     | Lona Häcker       | TSV Berkheim        | SW  |               | 8,333 (3,8)   | 12,133  | 0,0            | 12,233        |
| 4     | Mia Neumann       | Dresdner SC         | SC  | 8,666 (3,6)   |               | 12,266  | 0,0            | 12,183        |
| 4     | Mia Neumann       | Dresdner SC         | SC  |               | 8,300 (3,4)   | 12,100  | 0,0            | 12,183        |
| 5     | Julia Stein       | Coblenzer TG        | MR  | 8,266 (3,8)   |               | 12,066  | 0,0            | 11,849        |
| 5     | Julia Stein       | Coblenzer TG        | MR  |               | 8,233 (3,4)   | 11,633  | 0,0            | 11,849        |
| 6     | Jessica Schlegel  | TuG Leipzig         | SC  | 7,666 (4,2)   |               | 11,566  | −0,3           | 11,516        |
| 6     | Jessica Schlegel  | TuG Leipzig         | SC  |               | 8,366 (3,2)   | 11,466  | −0,1           | 11,516        |

### Stufenbarren
| Platz | Name            | Verein                 | LTV | Wertung (D) | Punktkorrektur | Punkte |
| ----- | --------------- | ---------------------- | --- | ----------- | -------------- | ------ |
| 1     | Kim Bui         | MTV Stuttgart          | SW  | 7,800 (5,8) | 0,0            | 13,600 |
| 2     | Elisabeth Seitz | MTV Stuttgart          | SW  | 8,300 (5,2) | 0,0            | 13,500 |
| 3     | Emma Malewski   | TuS Chemnitz-Altendorf | SC  | 7,733 (5,0) | 0,0            | 12,733 |
| 4     | Sarah Voss      | TZ DSHS Köln           | RL  | 7,366 (5,3) | 0,0            | 12,666 |
| 5     | Sophie Scheder  | TuS Chemnitz-Altendorf | SC  | 7,833 (4,8) | 0,0            | 12,633 |
| 6     | Lea Marie Quaas | TuS Chemnitz-Altendorf | SC  | 7,366 (5,0) | 0,0            | 12,366 |

### Schwebebalken
| Platz | Name                 | Verein                 | LTV | Wertung (D) | Punktkorrektur | Punkte |
| ----- | -------------------- | ---------------------- | --- | ----------- | -------------- | ------ |
| 1     | Pauline Schäfer-Betz | KTV Chemnitz           | SC  | 8,166 (5,8) | −0,1           | 13,866 |
| 2     | Sarah Voss           | TZ DSHS Köln           | RL  | 7,433 (5,3) | 0,0            | 12,733 |
| 3     | Emma Malewski        | TUS Chemnitz-Altendorf | SC  | 7,366 (5,3) | 0,0            | 12,666 |
| 4     | Kim Bui              | MTV Stuttgart          | SW  | 6,566 (5,1) | 0,0            | 11,666 |
| 5     | Lona Häcker          | TSV Berkheim           | SW  | 6,600 (4,6) | 0,0            | 11,200 |
| 6     | Sophie Scheder       | TuS Chemnitz-Altendorf | SC  | 6,066 (4,7) | 0,0            | 10,766 |

### Boden
| Platz | Name                 | Verein                 | LTV | Wertung (D) | Punktkorrektur | Punkte |
| ----- | -------------------- | ---------------------- | --- | ----------- | -------------- | ------ |
| 1     | Kim Bui              | MTV Stuttgart          | SW  | 7,800 (5,5) | +0,1           | 13,400 |
| 2     | Sarah Voss           | TZ DSHS Köln           | RL  | 7,466 (5,1) | 0,0            | 12,566 |
| 3     | Salina Bousmayo      | KLZ Düsseldorf         | RL  | 7,733 (4,8) | 0,0            | 12,533 |
| 4     | Anna-Lena König      | TV Bodersweier         | RH  | 6,533 (4,8) | 0,0            | 11,333 |
| 5     | Emma Malewski        | TuS Chemnitz-Altendorf | SC  | 7,000 (4,5) | −0,3           | 11,200 |
| 6     | Pauline Schäfer-Betz | KTV Chemnitz           | SC  | 6,833 (4,5) | −0,4           | 10,933 |